# Michael Shaara
Œuvres principales
- The Killer Angels

Michael Shaara, né le 23 juin 1928 à Jersey City dans le New Jersey et mort le 5 mai 1988 à Tallahassee en Floride, est un écrivain américain de science fiction et de fiction historique.
Il a remporté le prix Pulitzer de la fiction 1975 pour The Killer Angels, dont a été tiré le film Gettysburg en 1993.
Il est mort d'une crise cardiaque en mai 1988. Il est le père de Jeff Shaara, lui aussi écrivain.

## Œuvres
(liste non exhaustive)

### Romans
- The Broken Place, 1968
- The Killer Angels, 1974  (ISBN 0679504664)
- The Noah Conspiracy, autre titre The Herald, 1981
- Soldier Boy, 1982
- For Love of the Game, 1991
- Gods and Generals, 1996

### Nouvelle
- La Planète Greenville, 1954 ((en) Greenville's planet, 1952)